# Кушаро
Кушаро или Кутяро (на японски: 屈斜路湖, Kussharo-ko) е сладководно отточно езеро в Япония, в източната част на остров Хокайдо. Площта му е 79,3 km², обемът – 2,25 km³, средната дълбочина – 28,4 m, максималната – 117,5 m.
Езерото Кушаро е разположено в обширна вулканична калдера на 121 m н.в. в южното подножие на хребета Кусироакан-Кадзангун. Дължина от север на юг – 13,5 km, ширина – до 7,6 km, брегова линия – 57 km. В средата на езерото се намира остров Томосире, явяващ се централният конус на калдерата. Бреговете му са покрити с гори и бликат множество термални източници. От южния му ъгъл изтича река Кусиро, вливаща се в Тихия океан при град Кусиро. Езерото Кушаро, заедно с близко разположените езера Машуко и Акан, влизат в състава на националния парк „Акан“.